# Strzelniki (województwo opolskie)
Strzelniki (niem. Jägerndorf) – wieś w Polsce położona w województwie opolskim, w powiecie brzeskim, w gminie Lewin Brzeski.
W latach 1950-1998 (także po 1975) miejscowość położona była w województwie opolskim.

## Zabytki

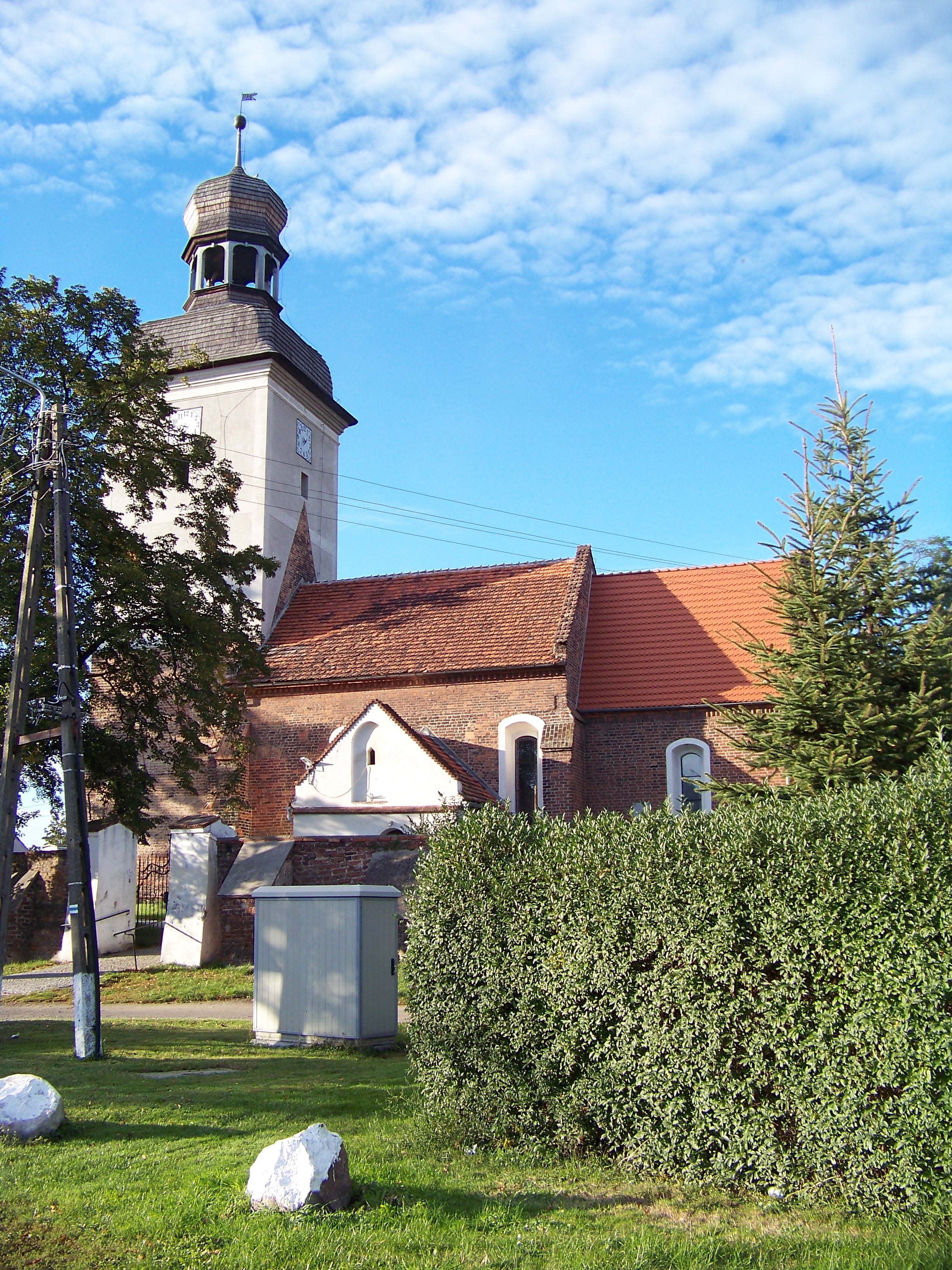
Kościół św. Antoniego Padewskiego w Strzelnikach (2012)

Do wojewódzkiego rejestru zabytków wpisane są:
- kościół filialny pw. św. Antoniego Padewskiego, z 1300 r., 1688 r., z zachowanymi freskami ze średniowiecza
- dom nr 7, z XIX w.
  - spichrz, obecnie mieszkania
- dom nr 63, szachulcowy
- dom nr 69.